# Голуб Таміла Григорівна
Таміла Григорівна Голуб (нар. 15 травня 1999, Черкаси, Україна) — португальська плавчиня українського походження. Виступала у змаганнях зі спортивного плавання серед жінок на дистанції 800 метрів вільним стилем на літніх Олімпійських іграх 2016 року.